# Petter Pedersen
Petter Pedersen (15 giugno 1895 – 19 ottobre 1929) è stato un calciatore norvegese, di ruolo centrocampista.

## Carriera

### Club
Pedersen giocò con la maglia del Sarpsborg.

### Nazionale
Conta 2 presenze per la Norvegia. Esordì il 17 giugno 1923, schierato in campo nella vittoria per 3-0 contro la Finlandia.

## Palmarès

### Club

#### Competizioni nazionali
- Coppa di Norvegia: 1

Sarpsborg: 1917